# Papagájcsőrű veréb
A papagájcsőrű veréb (Passer gongonensis) a madarak osztályának verébalakúak (Passeriformes)  rendjébe és a verébfélék (Passeridae) családjába tartozó faj.

## Rendszerezése
A fajt Émile Oustalet francia zoológus írta le 1890-ben, a Pseudostruthus nembe Pseudostruthus gongonensis néven. Sorolták a szürkefejű veréb (Passer griseus) alfajaként Passer griseus gongonensis néven is.

## Előfordulása
Kelet-Afrikában, Etiópia, Kenya, Szomália, Dél-Szudán, Tanzánia és Uganda területén honos.
Természetes élőhelyei a szubtrópusi vagy trópusi füves puszták és cserjések, valamint vidéki kertek és városi régiók. Állandó, nem vonuló faj.

## Megjelenése
Testhossza 18 centiméter.

## Természetvédelmi helyzete
Az elterjedési területe nagyon nagy, egyedszáma pedig stabil. A Természetvédelmi Világszövetség Vörös listáján nem fenyegetett fajként szerepel.